# TTI2
TTI2‏ (TELO2 interacting protein 2) هوَ بروتين يُشَفر بواسطة جين TTI2 في الإنسان.